# Test Gamma
Le Test Gamma ou Gamma de Kruskal et Goodman est un test non-paramétrique de corrélation qui est une alternative non-paramétrique au test de corrélation de Pearson. Il existe également deux autres alternatives non-paramétriques, le Tau de Kendall et le test de Spearman avec chacune leurs spécificités.

## Conditions du test
Le calcul de la statistique Gamma est préférable au R de Spearman ou au Tau de Kendall lorsque les données contiennent de nombreuses observations ex aequo.
En termes d'hypothèses sous-jacentes, Gamma est équivalent au R de Spearman ou au tau de Kendall.
En résumé, Gamma est également une probabilité qui se calcule selon la formule suivante :
{\displaystyle {Gamma}={\frac {A-B}{1-A}}}
Avec {\displaystyle A} la probabilité que le rang de deux variables soit identique et {\displaystyle B} la probabilité qu'il diffère.
Gamma est en fait équivalent au Tau de Kendall, à la différence que les ex aequo sont ici, explicitement pris en compte.